# Josep Bracons i Clapés
Josep Bracons i Clapés (Barcelona, 1957) és un historiador de l'art.
Es va llicenciar el 1981, en geografia i història, especialitat història de l'art, per la Universitat de
Barcelona, obtenint un Premi Extraordinari de Llicenciatura. Va realitzar la seva tesi sobre el Museu Episcopal de Vic.
Començà com a medievalista i identificà el 1993 l'autor d'una de les obres mestres de l'escultura medieval a Catalunya: el sepulcre de santa Eulàlia, de la catedral de Barcelona, obra del pisà Lupo di Francesco i catalogà l'escultura gòtica del Museu Episcopal de Vic. Ha dirigit l'obra Art català al món (2007) i ha publicat nombrosos treballs i articles.
Ha estat president de l'Associació Catalana de Crítics d'Art (2001-2007) i vicepresident del Cercle Artístic de Sant Lluc., objecte de les seves investigacions més recents. És professor a l'Escola Superior de Conservació i Restauració de Béns Culturals de Catalunya i a la Universitat Oberta de Catalunya. L'any 2010 ingressà com a responsable del departament de col·leccions al Museu d'Història de Barcelona. És membre numerari de la Reial Acadèmia Catalana de Belles Arts de Sant Jordi on, des de 2004, també és conservador del museu.

## Publicacions destacades
- Las Claves Del Arte Gotico  ISBN 8434402793
- Cataleg De L'escultura Gotica Del Museu Episcopal de Vic, Patronat d'Estudis Ausonencs, ISBN 8430096124
- The Key to Gothic Art , Lerner Publications Co, ISBN 0822520540
- Artistes Catalans al món, Edicions 62

## Premis i reconeixements
- 2007 - Premi a la millor publicació de ACCA per Art Català al món[5]